# Славчева, Радослава
Радослава Иванова Славчева (род. 18 июля 1984, Велико-Тырново) — болгарская футболистка, играющая на позиции защитника. Выступала за женскую сборную Болгарии.

## Биография
На профессиональном уровне выступает с 2004 года. На её счету 16 матчей в европейских клубных турнирах (14 с польским «Медиком» из Конина) и 2 с софийским «Суперспортом». Дебют в сборной Болгарии — матч квалификации на чемпионат Европы 18 ноября 2006 года против Эстонии, который болгарки выиграли со счётом 5:0, что оказалось крупнейшей победой в истории сборной . Провела наибольшее число матчей за сборную.

## Достижения

### Командные
Медик
- Чемпион Польши (4): 2012/13, 2013/14, 2014/15, 2015/16

Нефтехимик
- Чемпион Украины: 2007

Амазонес Драмас
- Обладатель Кубка Греции: 2009